# Kanton Mainvilliers
Mainvilliers is een voormalig kanton van het Franse departement Eure-et-Loir. Het kanton maakte deel uit van het arrondissement Chartres. Het werd opgeheven bij decreet van 24 februari 2014, met uitwerking op 22 maart 2015.

## Gemeenten
Het kanton Mainvilliers omvatte de volgende gemeenten:
- Bailleau-l'Évêque
- Chartres (deels)
- Lèves
- Mainvilliers (hoofdplaats)
- Saint-Aubin-des-Bois